# Koruška (regija)
Koruška regija je jedna od dvanaest statističkih regija Slovenije. Po podacima iz 2005. u regiji je živjelo 73.754 stanovnika. Glavni je grad Ravne na Koroškem (8900 stanovnika) a veća mjesta su Slovenj Gradec (7400 stanovnika) i Prevalje.
Regija obuhvaća općine:
- Općina Črna na Koroškem
- Općina Dravograd
- Općina Mežica
- Općina Mislinja
- Općina Muta
- Općina Podvelka
- Općina Prevalje
- Općina Radlje ob Dravi
- Općina Ravne na Koroškem
- Općina Ribnica na Pohorju
- Općina Slovenj Gradec
- Općina Vuzenica

## Poveznice
- Koruška